# بولناز
البولناز أو رداء البولناز هو لباس نسائي من أواخر سبعينيات وثمانينيات القرن الثامن عشر أو لباس مماثل في سبعينيات القرن التاسع عشر مستوحى من الزي الوطني البولندي، ويتكون من فستان ذو تنورة فوقية مقصوصة وملفوفة ومتعرجة، ترتدى فوق تنورة داخلية.